# Guerre Gurkha–Sikh
La guerre Gurkha – Sikh fut un conflit court entre les forces du Royaume Gurkha du Népal et de l'Empire Sikh en 1809. 
La confrontation entre le Népal et les Sikhs trouve son origine dans la politique expansionniste du mukhtiyar népalais Bhimsen Thapa. Le royaume de Kumaon ayant été incorporé au Népal en 1791, il s'efforça d'ajouter la zone montagneuse à son ouest jusqu'au fleuve Sutlej. Cette expédition fut confiée au kaji Amar Singh Thapa, qui fut ensuite aidé par le kaji Nain Singh Thapa. En 1807, le fort de Kangra, sur la rive ouest du Sutlej, fut assiégé. Au début de 1809, la plupart des terres de Kangra jagir avaient été annexées par le Népal, même si le fort tenait toujours. Raja Sansar Chand de Kangra s'était réfugié parmi les Sikhs. 
Au début, le maharaja sikh Ranjit Singh était réticent à aider le souverain de Kangra, mais une poussée népalaise vers la vallée du Cachemire le fit changer d'avis. Le Cachemire était un territoire indépendant, déchiré par des factions et convoité par les Sikhs et les Gurkhas. Le dirigeant sikh envoya une troupe pour assiéger Kangra le 24 août 1809 et forcer les forces Gurkha à retraverser le Sutlej. Ranjit Sing envoya ensuite une proposition à Amar Singh Thapa pour faire de Sutlej la frontière entre leurs États. Thapa a transmis la proposition à Katmandou, mais Bhimsen Thapa la rejeta. 

## Conquête du fort Kangra
Le Maharaja rappela Diwan Mohkam Chand qui avait pris part à l'expédition de Kangra en mars 1809 et l'envoya à Phillaur. Après le règlement des problèmes avec le gouvernement britannique, le maharaja Ranjit Singh tourna de nouveau son attention vers Kangra. Le général Gurkha Amar Singh Thapa, à la tête d'une grande armée était en guerre depuis un certain temps avec le Raja Sansar Chand dans la vallée de Kangra et avait assiégé le fort de Kangra. Sansar Chand avait perdu tout espoir. Par conséquent, il envoya son frère Fateh Singh pour demander de l'aide au Maharaja. Le Maharaja exigea de pouvoir annexer le fort en échange de son aide, ce que Sansar Chand accepta. Le Maharaja se mit en route à la tête de son armée et atteignit Kangra à la fin du mois de mai. Tous les chefs féodaux étaient présents avec leurs troupes respectives. Selon l'estimation de Munshi Sohan Lal, il y avait environ cent mille cavaliers et fantassins avec le Maharaja à cette époque. Les chefs locaux, qui connaissaient bien les itinéraires du terrain vallonné, reçurent l'ordre de bloquer tous les passages afin d'empêcher tout approvisionnement en vivres et en équipement pour l'armée Gorkha. 

## Guerre contre l'armée Gurkha
Les voies d'approvisionnement de l'armée Gurkha étaient fermées depuis quelques jours. Le Maharaja trouvant un moment opportun lança son attaque et occupa des positions à environ un mile (1,6 km) devant le fort. Une bataille rangée s'ensuivit. Les Gurkhas combattirent sans faiblir. Par la suite, ils lancèrent une offensive près de la vallée de Ganesh. Le Maharaja envoya une partie de son armée sur les lieux. Une bataille sanglante et féroce eut lieu. Après la fin des tirs d'artillerie, des duels au corps à corps suivirent. Les deux parties se battirent avec une égale valeur. Mais les Gurkhas durent battre en retraite en raison du manque d'approvisionnement. 

## La fin de la campagne
Bien que les Sikhs aient subi de lourdes pertes pendant cette guerre, ils réussirent à vaincre. 